# Lennart Landheim
Otto Lennart Landheim född 20 mars 1920 i Stockholm, död 22 januari 1991 på Lidingö, svensk filmproducent och inspicient. 
Landheim anställdes i början på 1940-talet som inspicient vid AB Centrumateljéerna, och därifrån via Europa Film knöts han 1948 till Svenska AB Nordisk Tonefilm. Han startade i mitten på 1950-talet det egna produktionsbolaget Globefilm. 1959 spelade han in två boxningsfilmer med Ingemar Johansson i USA.

## Filmografi i urval

### Producent
- 1947 – Folket i Simlångsdalen
- 1951 – Hon dansade en sommar
- 1952 – För min heta ungdoms skull
- 1953 – Det var dans bort i vägen
- 1954 – Salka Valka
- 1955 – Hemsöborna
- 1956 – Lille Fridolf och jag
- 1960 – Ringside
- 1960 – Hårda bandage